# Polova Slobidka, Ciudniv
Polova Slobidka (în ucraineană Польова Слобідка) este un sat în comuna Jerebkî din raionul Ciudniv, regiunea Jîtomîr, Ucraina.
Localitatea face parte din regiunea istorică Volânia, iar după tratatul de pace de la Riga din 1921 a devenit parte a Uniunii Sovietice.

## Demografie
Componența lingvistică a localității Polova Slobidka
     Ucraineană (100%)
Conform recensământului din 2001, toată populația localității Polova Slobidka era vorbitoare de ucraineană (100%).